# Schwanzbandmöwe

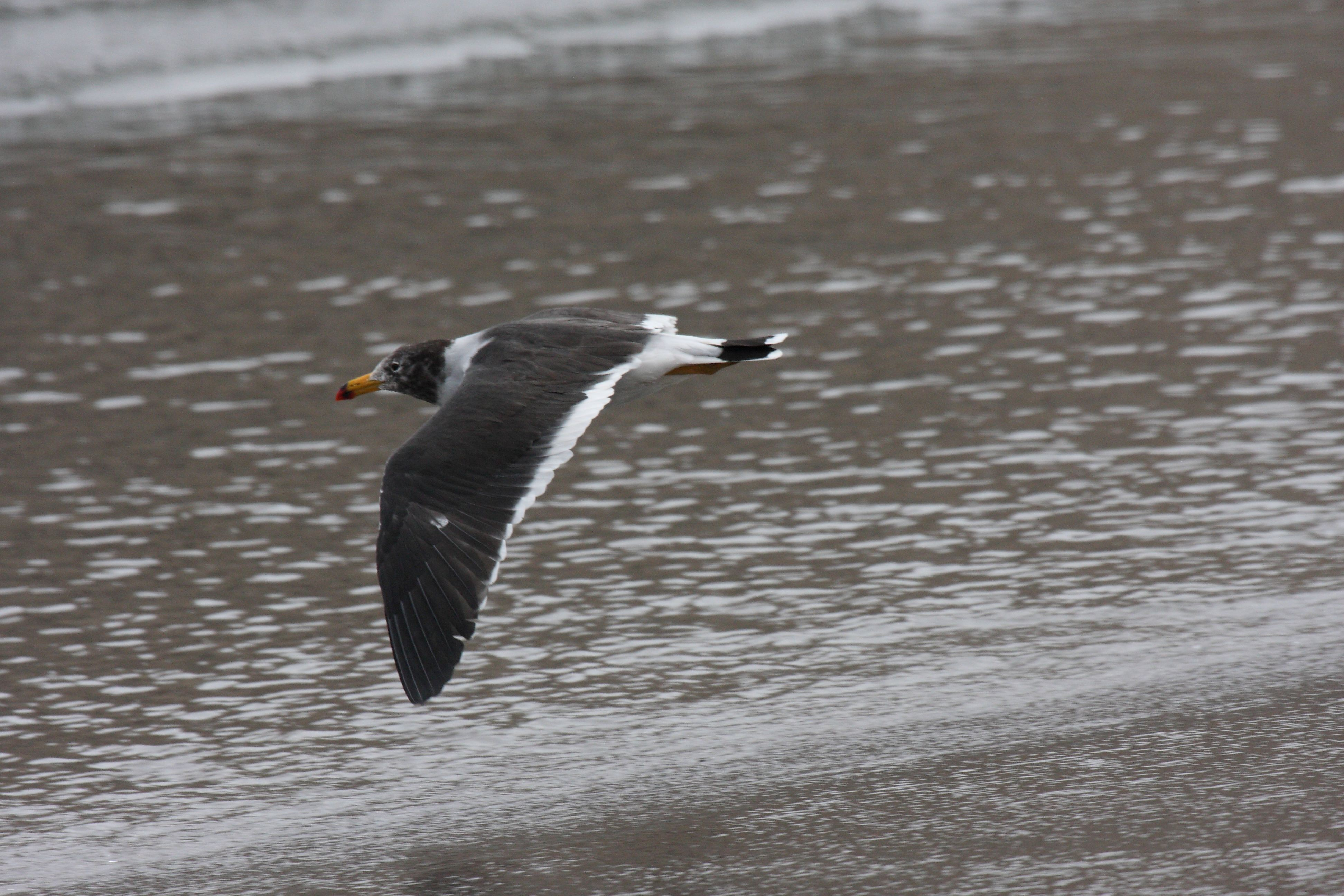
Fliegende Schwanzbandmöwe (adult) im Schlichtkleid. Gut erkennbar ist die schwarze Schwanzbinde – ein Merkmal, das die meisten anderen Arten der Gattung Larus nur in den Jugendkleidern aufweisen.

Die Schwanzbandmöwe oder Simeonsmöwe (Larus belcheri) ist eine Vogelart innerhalb der Möwen (Larinae). Sie besiedelt die Westküste Südamerikas im Bereich des Humboldtstroms. 
Die sehr ähnliche Olrogmöwe (Larus atlanticus) von der Ostküste Südamerikas wurde lange als Unterart der Schwanzbandmöwe angesehen. Beide gehören innerhalb der Gattung Larus zu einer recht ursprünglichen Gruppe von vier Arten, die in allen Kleidern eine dunkle Schwanzbinde tragen sowie im Adultkleid relativ einfache Schnabelzeichnungen und nahezu komplett schwarze Handschwingen zeigen.
Das Artepitheton ehrt den britischen Seefahrer Sir Edward Belcher, der das erste Exemplar dieser Art sammelte.

## Beschreibung
Die Schwanzbandmöwe ist mit 48–52 cm Körperlänge und einer Flügelspannweite von 120 cm etwas kleiner als eine Silbermöwe. Sie erinnert aber mit ihrer Kopfform und dem kräftigen Schnabel an größere Möwen. Von der sehr ähnlichen Olrogmöwe unterscheidet sich die Art durch kürzere Flügel, einen kürzeren Schnabel mit weniger ausgeprägtem Gonyswinkel, einen verwaschenen Übergang vom Mantel zum Hals und eine bräunlichere Oberseite.
Im Brutkleid sind Kopf, Hals und Unterseite weiß. Der gelbe Schnabel weist vor der roten Spitze einen breiten, schwarzen subterminalen Ring auf. Die dunkle Iris ist von einem roten Orbitalring eingefasst. Das Gefieder der Oberseite ist braunschwarz und verläuft am Nacken verwaschen in das Weiß des Halses. Der innere Flügelteil zeigt eine weiße Hinterkante. Der Handflügel ist fast komplett schwarz und zeigt außer an den inneren Handschwingen keine weißen Spitzen und kein auffälliges Muster wie bei anderen Larus-Arten. Der weiße Schwanz trägt eine breite, schwarze Subterminalbinde. Füße und Beine sind gelb.
Im Winterkleid zeigen adulte Schwanzbandmöwen einen dunklen Kopf, dessen Färbung am oberen Hals verwaschen in das Weiß der Unterseite übergeht. Davon heben sich schmale, weiße Halbringe um das Auge ab.
Im Jugendkleid ist der Kopf rußbraun, der Schnabel gelb mit schwarzer Spitze. Die Unterseite ist graubraun mit hellerem Unterbauch. Das dunkle Gefieder an Mantel und Schultern wirkt durch helle Säume geschuppt. Das Deckgefieder der Flügel und die Schirmfedern zeigen auf dunklem Grund ein nur diffuses Muster. Der innere Flügelhinterrand ist weißlich. Der Schwanz ist schwarz, die Beine sind dunkelbraun bis dunkel fleischfarben gefärbt.
Im ersten Winter werden Mantel und Schultern heller, die Federzentren sind weniger ausgedehnt. Der dunkle Kopf kontrastiert stark zum gelben Schnabel und der hellen Unterseite.
Im zweiten Winter werden Mantel und Schultern bereits braunschwarz wie bei adulten Vögeln, die noch braunen Oberflügeldecken heben sich davon ab. Auch die Kopfkappe ähnelt der adulter Vögel, jedoch ist der Übergang zum Hals hin diffuser. Der Schnabel ist nahezu ausgefärbt, die rote Spitze jedoch noch nicht so intensiv rot wie bei älteren Vögeln.

## Stimme
Die Rufe dieser Art werden als kurzes, klares jap oder jiau beschrieben. Das „Jauchzen“ (long call) (Hörbeispiel) ist eine sich steigernde Rufreihe aus klaren Lauten.

## Verbreitung und Bestand
Die monotypische Schwanzbandmöwe besiedelt die südamerikanische Westküste im Bereich des Humboldtstroms, wo die Brutverbreitung etwa von der peruanischen Region La Libertad bis zur nordchilenischen Region Tarapacá reicht. Außerhalb der Brutzeit ist die Art nördlich bis nach Nord-Ecuador und südlich bis nach Mittel-Chile zu finden.
Der Weltbestand wird auf unter 100.000 Brutpaare geschätzt und es ist nur eine kleine Anzahl größerer Brutorte bekannt. In Peru ist die Art recht häufig. Ein Großteil des Brutbestandes konzentriert sich im Bereich der Insel San Gallán in Zentralperu. Die Art wird von der IUCN als nicht gefährdet (“least concern”) eingestuft.

## Wanderungen
Die Schwanzbandmöwe ist vermutlich weitgehend Standvogel, es finden jedoch bisweilen im Bereich des Humboldtstroms Dismigrationsbewegungen in nördlicher und südlicher Richtung statt. Als Irrgast wurde die Art in Panama und in Florida festgestellt.

## Lebensweise
Die Schwanzbandmöwe ernährt sich von Fischen, Krustentieren und Aas. Während der Jungenaufzucht sind Vogeleier und Nestlinge anderer Arten von Bedeutung. Die Nahrung wird an Stränden, in der Gezeitenzone und in Seevogelkolonien gesucht. Die Art folgt nur selten Schiffen hinaus auf das Meer.
Die Brutkolonien liegen an felsigen Küstenabschnitten und auf küstennahen Guanoinseln und werden ab Dezember besetzt. Sie haben meist eine Größe von unter 100 Paaren. An wenigen Orten übersteigt die Zahl 1000 Brutpaare. Die Nistplätze liegen in Felsnischen oder im Sand. Dort werden die Eier oft abgelegt, ohne dass ein Nest gebaut wird. Das Gelege besteht meist aus 3 dunkel olivbraunen Eiern.